# David C. Cassidy
Pour les articles homonymes, voir Cassidy.
David C. Cassidy, né le 10 août 1945 à Richmond en Virginie, est un historien des sciences américain spécialisé en physique.

## Formation et carrière
Né le 10 août 1945 à Richmond, en Virginie, Cassidy est scolarisé à Detroit, Michigan, puis à Louisville, Kentucky, et dans la nord du New Jersey. Son père, diplômé en histoire et business, est cadré cheze Ford Motor Company, et sa mère, survivante du génocide arménien, est bibliothécaire.

Il obtient son bachelor of Arts en 1967 puis sa maîtrise en 1970 en physique à l'université Rutgers. Son doctorat obtenu en 1976 est le fruit d'un partenariat unique avec l'université Purdue pour la physique et l'université du Wisconsin à Madison pour l'histoire des sciences. Il consacre sa thèse au parcours de Werner Heisenberg vers la mécanique quantique, sous la direction de Daniel M. Siegel (Wisconsin, histoire des sciences), Norman Pearlman (Purdue, physique) et Vernard Foley (Purdue, histoire).
En 1976–1977, il est assistant de recherche avec John L. Heilbron, à l'Office for History of Science and Technology de l'université de Californie à Berkeley. Puis jusqu'en 1980, il bénéficie d'une bourse de la fondation Alexander von Humboldt avec Armin Hermann à l'université de Stuttgart, en Allemagne.

De 1980 à 1983 il est professeur assistant aux côtés de Imre Toth, à l'université de Ratisbonne, en Allemagne, puis jusqu'en 1990, il est éditeur associé des The Collected Papers of Albert Einstein, Volumes 1 et 2, à Princeton et Boston.
Il travaille ensuite à l'université Hofstra à Hempstead à partir de 1990–2015. Il y est professeur émérite depuis 2015.

## Travaux
Il est connu pour ses contributions à l'histoire de la mécanique quantique, aux biographies scientifiques, à l'histoire de la physique en Allemagne et aux Etats-Unis.
Il a également rédigé l'article sur Heisenberg dans le Dictionary of Scientific Biography.

## Prix et distinctions
Cassidy est lauréat en 1993 du prix Pfizer décerné par l'History of Science Society pour son livre Uncertainty: The Life and Science of Werner Heisenberg et en 2014 il reçoit le prix Abraham Pais d'histoire de la physique de  la Société américaine de physique.
Il est membre de la Société américaine de physique, et il a reçu un doctorat honoris causa de l'université Purdue.

## Publications
- 1987 : (en) Albert Einstein, John Stachel (dir.), David C. Cassidy (dir.) et Robert Schulmann (dir.), The Collected Papers of Albert Einstein, Volume 1 : The Early Years, 1879-1902, Princeton University Press, 1er juin 1987, 502 p. (ISBN 978-0-691-08407-7, présentation en ligne)[3]
- 1990 : (en) Albert Einstein, John Stachel (dir.), Jrgen Renn (dir.), David C. Cassidy (dir.) et Robert Schulmann (dir.), The Collected Papers of Albert Einstein, Volume 2 : The Swiss Years : Writings, 1900-1909, Princeton University Press, 1er février 1990, 696 p. (ISBN 978-0-691-08526-5, présentation en ligne)
- 1992 : (en) David C. Cassidy, Uncertainty : The Life and Science of Werner Heisenberg, W.H. Freeman & Co., 1992, 688 p. (ISBN 978-0-7167-2503-9)[7]
- 1995 : (en) David Cassidy, Einstein And Our World, Prometheus Books, 1995, 1re éd.
- 2001 : (en) David Cassidy, Werner Heisenberg : A Bibliography of His Writings, Second, Expanded Edition, Whittier Publications, Inc., 20 janvier 2001, 2e éd. (ISBN 978-1-57604-115-4)[8]
- 2002 : (en) David Cassidy, Gerald Holton et F. James Rutherford, Understanding Physics, Springer, 11 septembre 2002, 853 p. (ISBN 978-0-387-98756-9, lire en ligne)[9]
- 2004 : (en) David Cassidy, Einstein And Our World, Humanity Books, 1er septembre 2004, 2e éd., 162 p. (ISBN 978-1-59102-256-5, présentation en ligne)
- 2005 : (en) David Cassidy, J. Robert Oppenheimer and the American Century, New York, New York, Pi Press, 2005, 462 p. (ISBN 0-13-147996-2, OCLC 56503198)[10]
- 2009 : (en) David C. Cassidy, Beyond Uncertainty : Heisenberg, Quantum Physics, and The Bomb, Bellevue Literary Press, 2009, 480 p.[11]
- 2011 : (en) Cassidy David C., A Short History of Physics in the American Century, Harvard University Press, octobre 2011, 244 p. (ISBN 978-0-674-06274-0, présentation en ligne, lire en ligne), p. 57
- 2017 : Farm Hall and the German Atomic Project of World War II: A Dramatic History. Springer-Verlag.
- 2019 : With Allen Esterson and Ruth Lewin Sime, contributor. Einstein's Wife: The Real Story of Mileva Einstein-Marić. The MIT Press.